# Subtropisch regenwoud

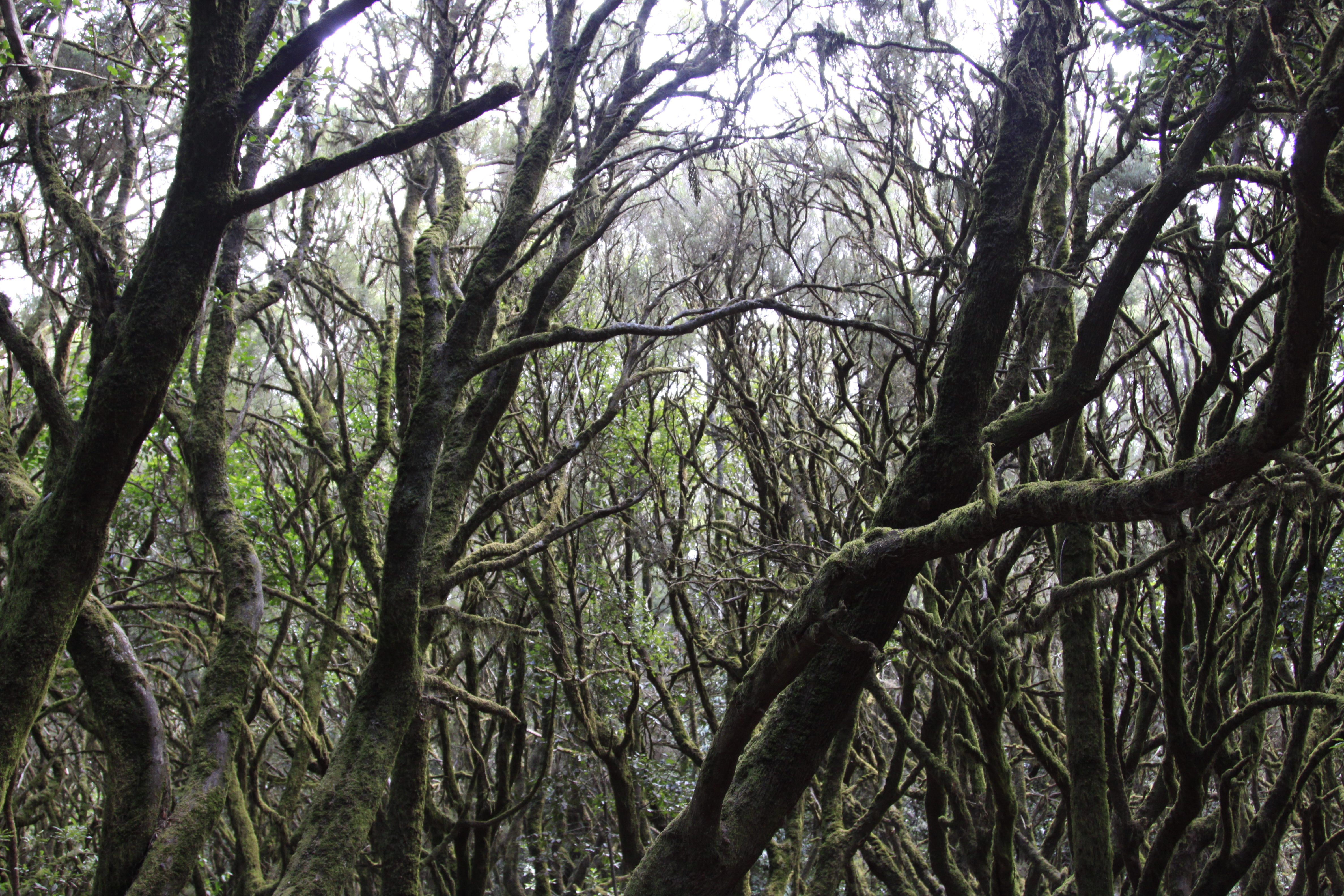
Laurierbos op La Gomera

Subtropisch regenwoud is regenwoud dat voorkomt in de subtropen. Regenwouden worden gekenmerkt door een zodanig klimaat dat er gedurende een groot deel van het jaar plantengroei mogelijk is. In de tropen heersen deze omstandigheden, maar ook in meer gematigde klimaten. In de subtropen zijn de zomers warm en zonnig, is er vrijwel nooit vorst en valt er overvloedig regen. Hier groeien de subtropische of groenblijvende regenwouden.
Het subtropische regenwoud is vooral op het zuidelijk halfrond nog te vinden. Zo is er aan de zuidkant van Australië bij de Great Ocean Road een klein gebied met subtropisch regenwoud. Op het noordelijk halfrond vinden we het onder meer in sommige Japanse en Chinese regio's, de Canarische Eilanden, Brazilië, de Azoren en Madeira.
De bomen in de subtropische regenwouden herbergen net als tropische regenwouden veel epifytische planten, zoals mossen, orchideeën en varens, door de hoge vochtigheid en de hoge temperaturen. De bossen op La Gomera en La Palma zijn laurierbossen (laurisilva, Pruno hixae-Lauretalia novocanariensis).

## Afbeeldingen

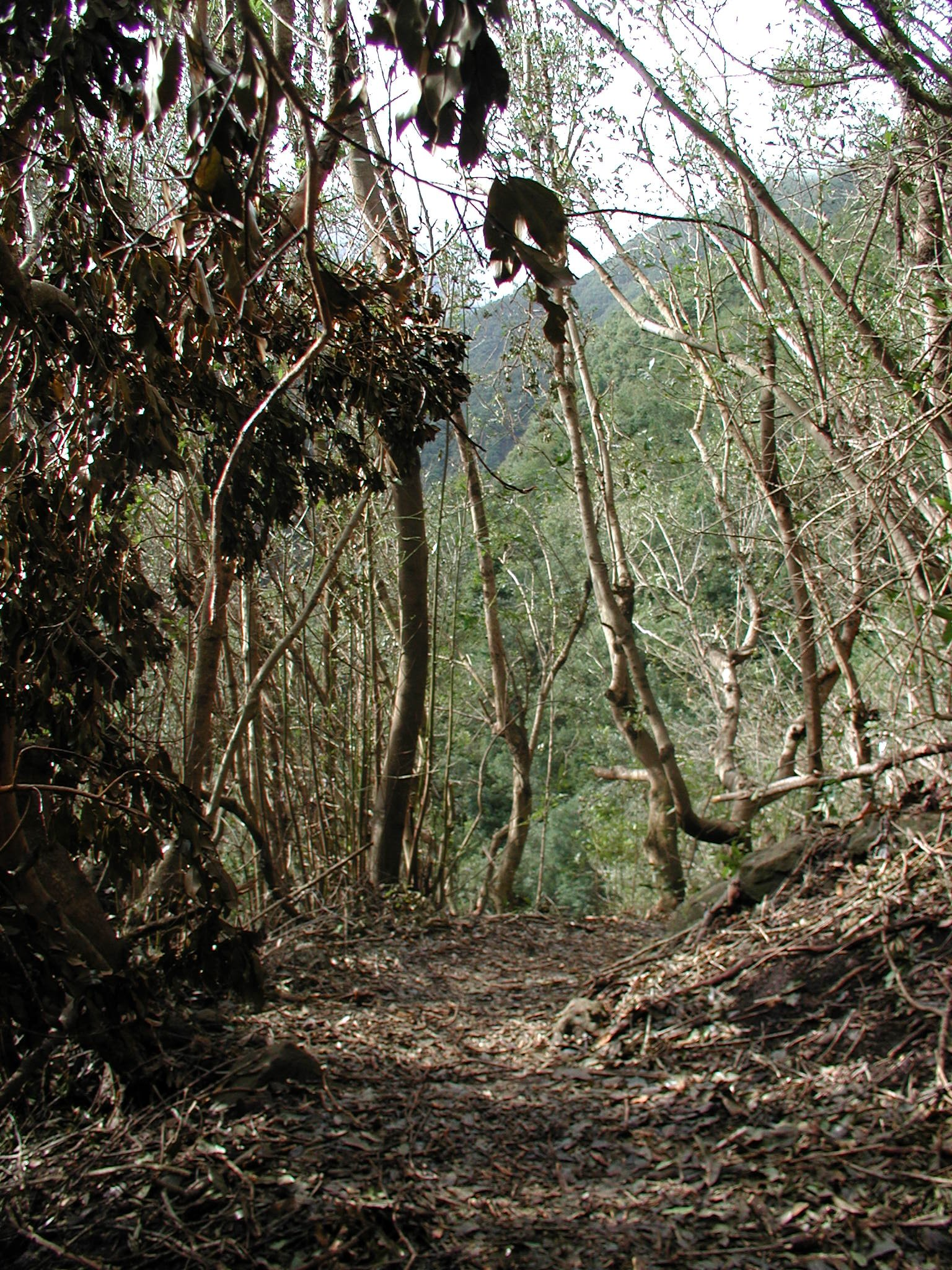
Los Tilos in La Palma
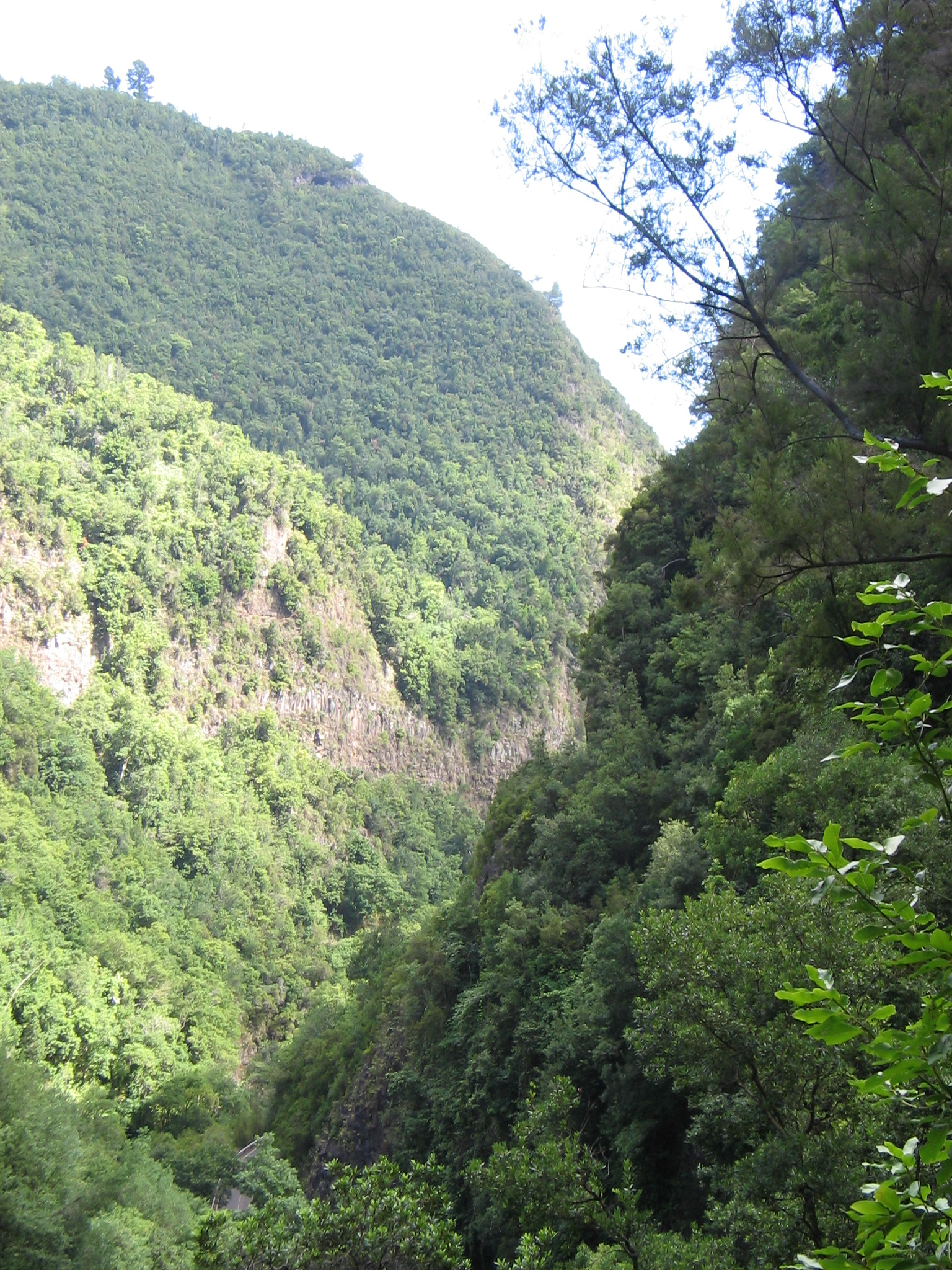
Laurisilva op La Palma
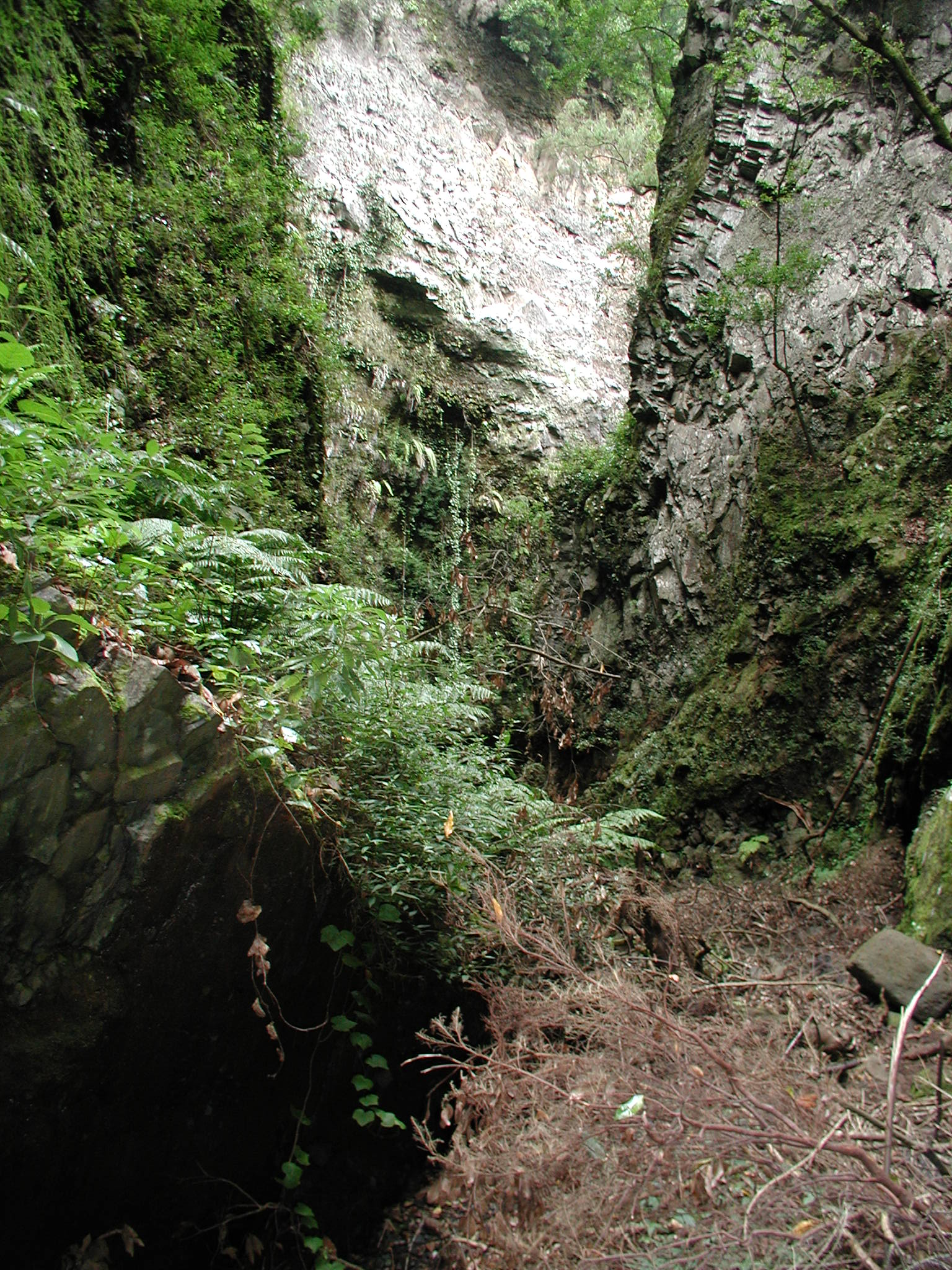
Los Tilos in La Palma
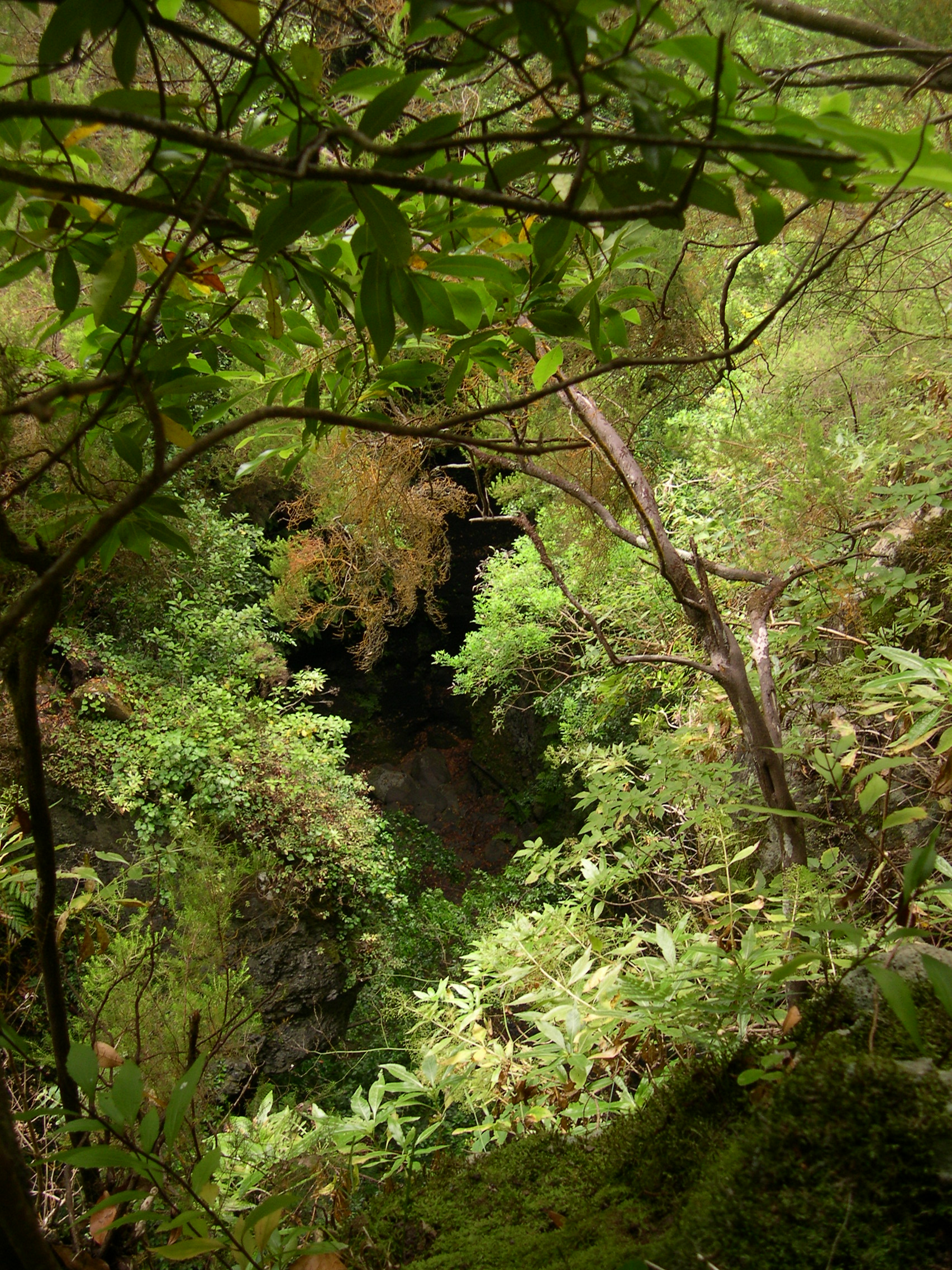
Los Tilos in La Palma
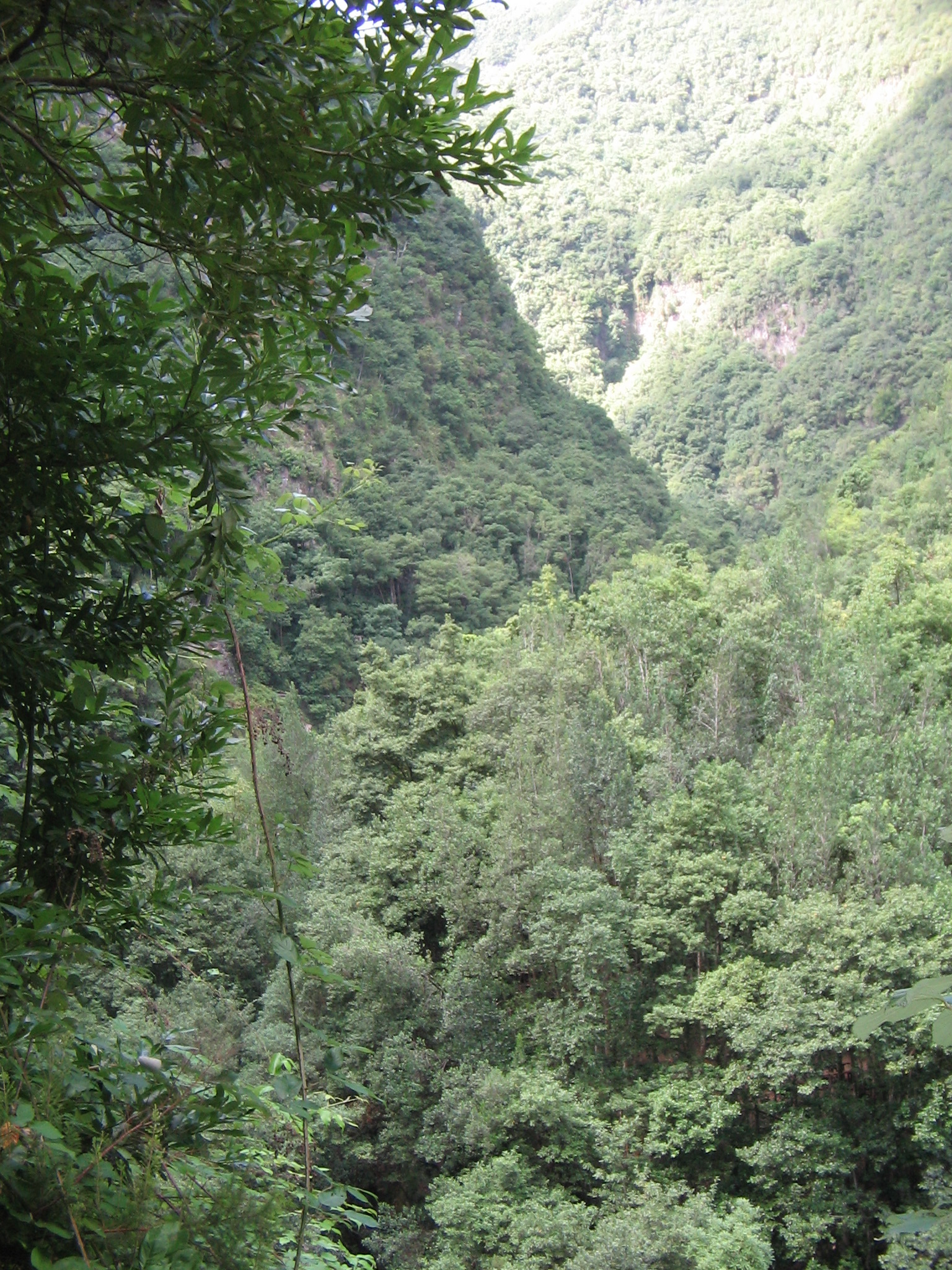
Laurisilva op La Palma